# Стридсберг, Сара
Сара Стридсберг (швед. Sara Brita Stridsberg, 29 августа 1972, Сольна, Стокгольм) — шведская писательница, публицист, переводчица

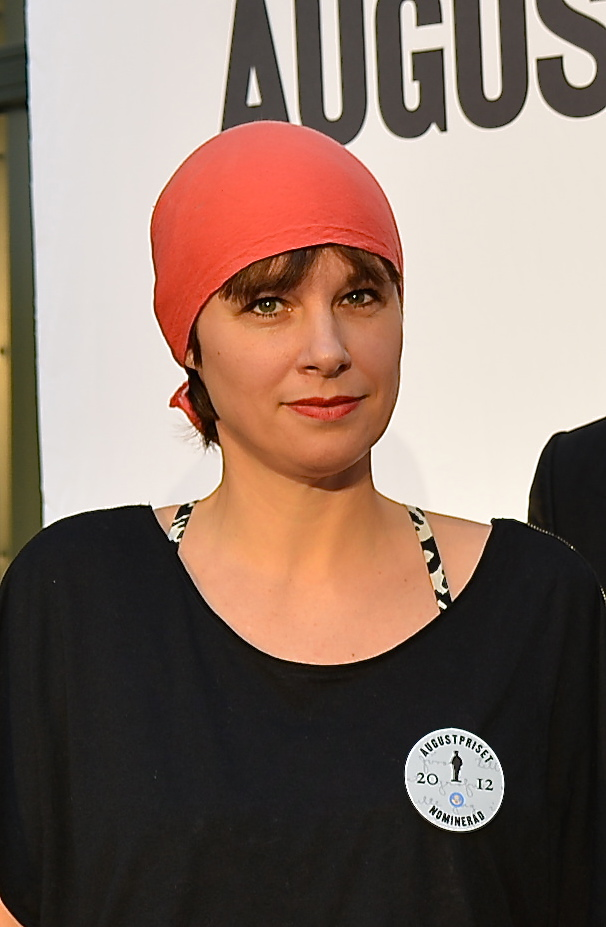
Сара Стридсберг, 2012

.

## Биография
Испытала влияние Маргерит Дюрас, Эльфриды Елинек, Уники Цюрн. Активно печаталась в феминистском журнале Bang. Переводила Валери Соланас, Сару Кейн, Сэма Шепарда. В 2010 была приглашенным профессором в Институте Петера Сонди Берлинского Свободного университета, вела семинар по теме отчуждения и насилия в сценических образах женщин от Еврипида до Сары Кейн (см.: ). В 2016 была избрана в состав Шведской академии; 27 апреля 2018 объявила, что покидает её в знак солидарности с Сарой Даниус.

## Произведения

### Романы
- Счастливая Салли / Happy Sally (2004, о Салли Бауэр[швед.], первой скандинавской женщине, в 1939 переплывшей Ла-Манш)
- Факультет сновидений / Drömfakulteten (2006, по мотивам биографии Валери Соланас)
- Darling River (2010)
- Dissekering av ett snöfall (2012)

### Драмы
- Земля Медеи / Medealand (2009, поставлена в театре Драматен в 2009, в заглавной роли Нуми Рапас)

## Признание
Премия крупнейшей шведской газеты Aftonbladet (2006). За роман Факультет сновидений писательнице присуждена Литературная премия Северного Совета (2007). Премия Доблоуга (Шведская академия, 2013). Лауреат нескольких других крупных премий. Произведения Стридсберг переведены на английский, французский, немецкий, испанский, польский и др. языки.